# Олочинське сільське поселення
Олочи́нське сільське поселення (рос. Олочинское сельское поселение) — сільське поселення у складі Нерчинсько-Заводського району Забайкальського краю Росії.
Адміністративний центр та єдиний населений пункт — село Олочі.

## Населення
Населення сільського поселення становить 352 особи (2019; 372 у 2010, 378 у 2002).